# Воронец (растение)
Вороне́ц (лат. Actáea) — род многолетних травянистых растений семейства Лютиковые (Ranunculaceae).
Известны тривиальные (народные) названия растения: христофорова трава, волчьи ягоды, вонючка, вороньи ягоды.

## Ботаническое описание

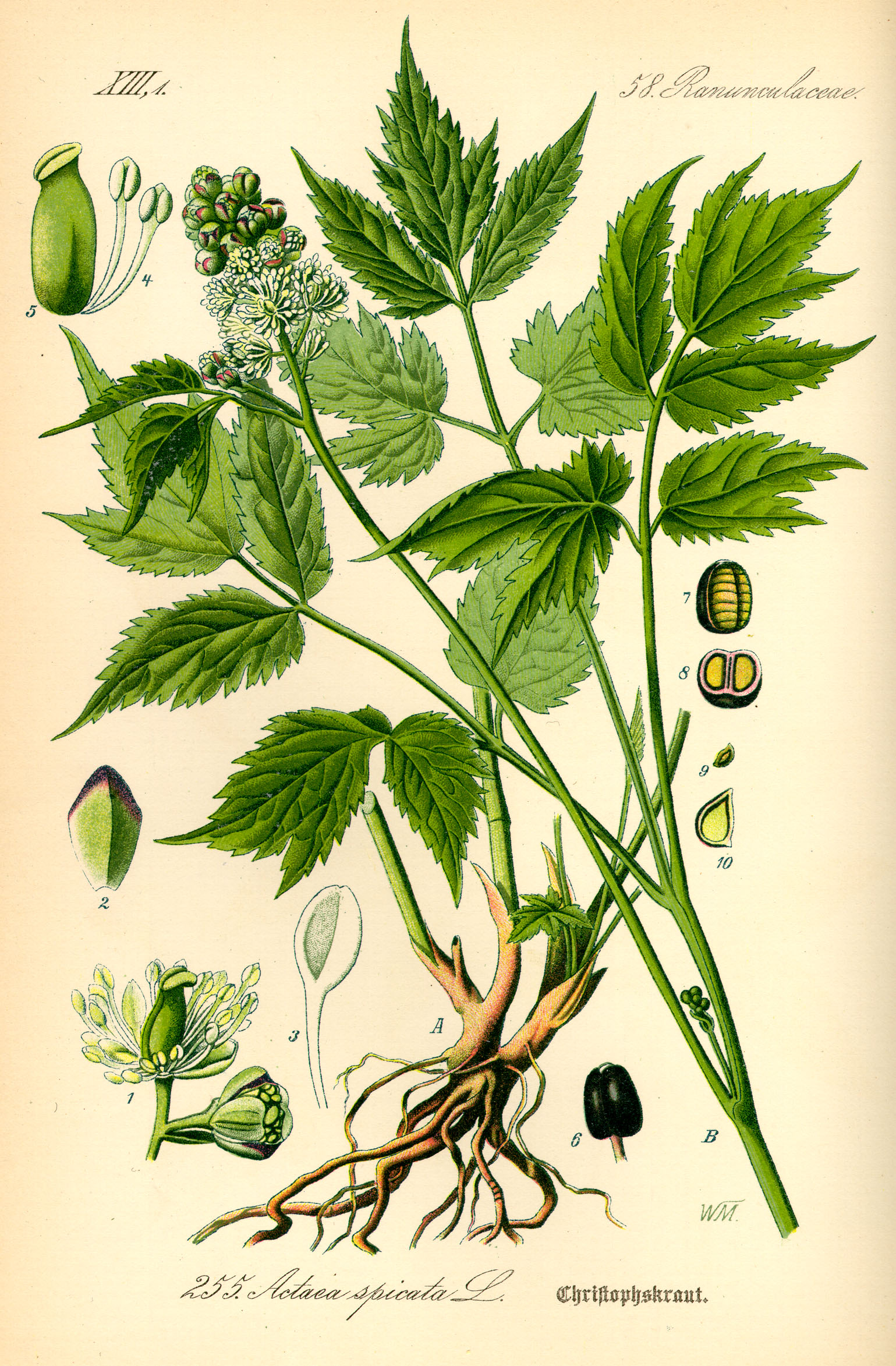
Воронец колосистый.

Листья крупные, очерёдные, дважды или трижды тройчаторассечённые.
Цветки мелкие, правильные, обоеполые, собранные в виде простых или разветвлённых кистей. Чашечка из четырёх беловатых, быстро опадающих листочков. Лепестки мелкие, лопатчатые, в числе 1—6, иногда отсутствуют. Тычинки длиннее других частей цветка, многочисленные, нередко с расширенными в верхней части нитями. Пестиков 1—8, с верхней яйцевидной завязью и сидячим широким рыльцем.
Плоды — чёрные или красные (в зависимости от вида), блестящие, величиной с горошину многосемянные ягоды или орешки, иногда на длинных ножках.

## Распространение и экология
Виды рода Воронец встречаются в Северной Европе, на Кавказе и в Западной Сибири, Монголии, Китае, Японии, а также в Северной Америке. На территории бывшего СССР произрастает 3 вида, а с учётом рода Клопогон (Цимицифуга, Cimicifuga), причисленного к нему, — 8.
Растут во влажных, тенистых хвойных и смешанных лесах, на опушках; на сухих глинистых или глинисто-каменистых склонах, совершенно открытых местах или в редких зарослях; на кочках среди травяных болот, по лесным болотам.

## Хозяйственное значение и применение
Все части растения ядовиты, при употреблении внутрь вызывают тошноту, рвоту, боли в животе, в тяжёлых случаях тремор, судороги, помрачение сознания.
Ветвистое, сильно изогнутое корневище, под именем Radix Christophorianae s. Aconiti racemosi, находило прежде применение в фармации как слабительное средство.
Ягоды воронца колосовидного, сваренные в квасцах, дают чёрную краску.
Воронец иногда используется как декоративное растение в садах.
В подземных органах воронца даурского содержатся гликозиды, кумарины, смолы и алкалоиды. Настойка подземных органов снижает артериальное давление и действует успокаивающе; применяется при начальных стадиях гипертонической болезни.

## Классификация
В некоторых ранних классификациях было принято разделение рода на 7 секций: Actaea, Cimicifuga, Dichanthera, Oligocarpae, Pityrosperma, Podocarpae, Souliea. Род Cimicifuga, в русскоязычных источниках клоповник или клопогон, был выделен ещё Линнеем. В 1998 году специалисты из британского Университета Рединга провели ревизию семейства Лютиковые, основываясь на результатах собственных генетических исследований. Они объединили роды Actaea, Cimicifuga и Souliea, сохранив наиболее ранний эпитет Actaea. В ходе этого пересмотра ранее самостоятельный род Клопогон ныне причислен к роду Воронец.

### Таксономия
Actaea L., 1753, Sp. Pl. : 504
Род Воронец относится к семейству Лютиковые (Ranunculaceae) порядка Лютикоцветные (Ranunculales). Кладограмма в соответствии с Системой APG IV по состоянию на декабрь 2023 года:
|  |                                      |  |                                   |                                   |                     |  | ещё 6 семейств |             |             |                                                          |
|  |                                      |  |                                   |                                   |                     |  |                |             |             | 31 подтвержденный вид и 7 видов, ожидающих подтверждения |
|  |                                      |  |                                   | порядок Лютикоцветные             |                     |  |                |             | род Воронец |                                                          |
|  |                                      |  |                                   | порядок Лютикоцветные             |                     |  |                |             | род Воронец |                                                          |
|  | отдел Цветковые, или Покрытосеменные |  |                                   |                                   | семейство Лютиковые |  |                |             |             |                                                          |
|  | отдел Цветковые, или Покрытосеменные |  |                                   |                                   |                     |  |                |             |             |                                                          |
|  |                                      |  | ещё 63 порядка цветковых растений | ещё 63 порядка цветковых растений |                     |  |                | ещё 53 рода | ещё 53 рода |                                                          |
|  |                                      |  |                                   | ещё 63 порядка цветковых растений |                     |  |                |             | ещё 53 рода |                                                          |

### Виды
- Actaea arizonica (S.Watson) J.Compton — Воронец аризонский [syn.  Cimicifuga arizonica S. Watson — Клопогон аризонский]
- Actaea asiatica H.Hara — Воронец азиатский
- Actaea austrokoreana (H.W.Lee & C.W.Park) Cubey
- Actaea bifida (Nakai) J.Compton
- Actaea biternata (Siebold & Zucc.) Prantl
- Actaea brachycarpa (P.K.Hsiao) J.Compton
- Actaea cimicifuga L. — Воронец клопогоновый [syn.  Cimicifuga foetida L. — Клопогон вонючий][6]
- Actaea cordifolia DC. — Воронец сердцелистный[syn.  Cimicifuga cordifolia (DC.) Torr. & A.Gray — Клопогон сердцелистный][7] [syn.  Cimicifuga rubifolia Kearney — Клопогон краснолистный]
- Actaea dahurica (Turcz. ex Fisch. & C.A.Mey.) Franch. — Воронец даурский [syn.  Cimicifuga dahurica (Turcz. ex Fisch. & C.A.Mey.) Maxim. — Клопогон даурский][8]
- Actaea elata (Nutt.) Prantl — Воронец высокий Cimicifuga elata Nutt. — Клопогон высокий[7]
- Actaea europaea (Schipcz.) — Клопогон европейский [syn.  Cimicifuga europaea L. — Клопогон европейский][7]
- Actaea frigida (Royle) Prantl
- Actaea heracleifolia (Kom.) J.Compton — Воронец борщевиколистный [syn.  Cimicifuga heracleifolia Kom. — Клопогон борщевиколистный][7]
- Actaea japonica Thunb. — Воронец японский [syn.  Cimicifuga acerina (Prantl) Tanaka] [syn.  Cimicifuga japonica (Thunb.) Spreng.]
- Actaea kashmiriana (J.Compton & Hedd.) J.Compton
- Actaea laciniata (S.Watson) J.Compton
- Actaea × ludovicii B.Boivin
- Actaea mairei (H.Lév.) J.Compton
- Actaea matsumurae (Nakai) J.Compton & Hedd.
- Actaea nanchuanensis (P.K.Hsiao) J.P.Luo, Q.Yuan & Q.E.Yang
- Actaea pachypoda Elliott — Воронец толстоногий[9] [syn.  Actaea alba auct. — Воронец белый][9]
- Actaea podocarpa DC. [syn.  Cimicifuga americana Michx. — Клопогон американский][7] [syn.  Cimicifuga cordifolia Pursh — Клопогон сердцелистный] [syn.  Cimicifuga palmata Michx.] [syn.  Cimicifuga podocarpa (DC.) Elliott]
- Actaea purpurea (P.K.Hsiao) J.Compton
- Actaea racemosa L. — Воронец кистевидный [syn.  Cimicifuga racemosa (L.) Nutt. — Клопогон кистевидный][7]
- Actaea rubifolia (Kearney) Kartesz — Воронец краснолистный
- Actaea rubra (Aiton) Willd. — Воронец красный [syn.  Actaea arguta Nutt.] [syn.  Actaea neglecta Gillman][10] [syn.  Actaea spicata var. rubra Aiton — Воронец колосистый красный]
- Actaea simplex (DC.) Wormsk. ex Prantl — Воронец простой [syn.  Actaea cimicifuga var. simplex DC.] [syn.  Cimicifuga simplex (DC.) Wormsk. ex Turcz. — Клопогон простой][7]
- Actaea spicata L. typus[1] — Воронец колосовидный[11] [syn.  Actaea spicata var. nigra L. — Воронец колосовидный чёрный]
- Actaea taiwanensis J.Compton, Hedd. & T.Y.Yang
- Actaea vaginata (Maxim.) J.Compton
- Actaea yunnanensis (P.K.Hsiao) J.Compton